# 法布莱斯·姆安巴
法布莱斯·姆安巴（英語：Fabrice Muamba，1988年4月6日—）是已退役英格兰足球运动员，司职中场，出身於阿仙奴青訓系統。

## 早期生活
姆安巴出生于扎伊尔（现刚果民主共和国）首府金沙萨。1994年，他的父亲因政治觀點不同而逃离扎伊尔到英国寻求庇护。1999年，姆安巴隨同家人来到英国，并获得无限期居留许可。年僅11歲抵英時完全不會說英語的姆安巴，其後考取A-level，此时他在足球场上已经展现出天赋。

## 俱乐部生涯

### 阿森纳
姆安巴在2002年加入阿森纳的青训系统。他在2005年10月和阿森纳签订第一份职业合同，并于10月25日和桑德兰的英格兰联赛杯赛事中首次参加职业赛事。

### 伯明翰
2006年8月，姆安巴被租借到伯明翰一个赛季。他的表现非常出色，出场34次，帮助伯明翰队以英冠第二名的成绩重返英超赛场。赛季结束后他经球迷投票后当选为俱乐部赛季最佳新人，这也促使伯明翰下定决心买下他。2007年5月11日，伯明翰以400万英镑的价格购入姆安巴并和他签约三年。
2008年3月12日，他在4比2击败朴茨茅斯的英超赛事中打进加盟伯明翰后的第一个进球。2007-08赛季，姆安巴出场37次打进2球，但仍然无法挽救球队降级的命运。

### 博尔顿
2008年7月16日，姆安巴和博尔顿签约4年，转会价格为500万英镑（另外还有75万英镑的附加条款）。2010年3月13日主場4-0大勝韋根，梅安巴射入加盟以來首個入球。8月7日他與球會續約至2014年。12月12日梅安巴於主場對布力般流浪先拔頭籌，協助球隊2-1獲勝，自2000年後首勝對手。
2012年3月17日，姆安巴在參與英格蘭足總盃八強對陣熱刺的賽事中，上陣至41分鐘時因心脏骤停突然暈倒，賽事被迫腰斬。其後由球隊教練科尔及隊長戴維斯陪同下送院救治。2012年8月15日，基於健康理由，姆安巴決定結束自己的球員生涯。

## 国家队生涯
姆安巴曾代表英格蘭青少隊所有年齡級別，更獲英格蘭U19任命為隊長。2007年8月16日，姆安巴第一次入选英格兰U21的集训名单，并在8月21日和罗马尼亚U21的友谊赛下半场替补出场。

## 外部連結
- 足球数据库：法布莱斯·姆安巴的球员统计数据
- 保頓官網簡歷
- 歐洲足協簡歷 （页面存档备份，存于）